# Argythamnia
Argythamnia es un género perteneciente a la familia de las euforbiáceas con 124 especies de plantas descritas y de estas, solo 23 aceptadas.

## Taxonomía
El género fue descrito por Patrick Browne y publicado en The Civil and Natural History of Jamaica in Three Parts 338–339. 1756. La especie tipo es: Argythamnia candicans Sw.

## Especies aceptadas
A continuación se brinda un listado de las especies del género Argythamnia aceptadas hasta marzo de 2014, ordenadas alfabéticamente. Para cada una se indica el nombre binomial seguido del autor, abreviado según las convenciones y usos.
- Argythamnia acutangula Croizat
- Argythamnia argentea Millsp.
- Argythamnia argyaea Cory
- Argythamnia bicolor M.E.Jones
- Argythamnia candicans Sw.
- Argythamnia coatepensis (Brandegee) Croizat
- Argythamnia cubensis Britton & P.Wilson
- Argythamnia discolor Brandegee
- Argythamnia ecdyomena J.W.Ingram
- Argythamnia haplostigma Pax & K.Hoffm.
- Argythamnia heteropilosa J.W.Ingram
- Argythamnia lottiae J.W.Ingram
- Argythamnia lucayana Millsp.
- Argythamnia lundellii J.W.Ingram
- Argythamnia microphylla Pax
- Argythamnia moorei J.W.Ingram
- Argythamnia oblongifolia Urb.
- Argythamnia proctorii J.W.Ingram
- Argythamnia sericea Griseb.
- Argythamnia sitiens (Brandegee) J.W.Ingram
- Argythamnia stahlii Urb.
- Argythamnia tinctoria Millsp.
- Argythamnia wheeleri J.W.Ingram